# Friedrich Traugott Wahlen
Friedrich Traugott Wahlen (Mirchel, 10 april 1899 – Bern, 7 november 1985) was een Zwitsers politicus.

## Loopbaan
Traugott Wahlen was een hoogleraar landbouwkunde aan de ETH Zürich, afkomstig uit het kanton Bern. In de jaren 30 werkte hij een plan uit voor Zwitserlands zelfvoorziening in basisvoedsel. Tijdens de Tweede Wereldoorlog werd dit plan benut en overal waar mogelijk werden er moestuinen aangelegd om een eventuele hongersnood te voorkomen. 
Traugott Wahlen werd op 11 december 1958 voor de Bauern-, Gewerbe- und Bürgerpartei/ Parti des Paysans, Artisans et Indépendants (BGB/PAI), de huidige Zwitserse Volkspartij in de Bondsraad gekozen. Hij bleef in de Bondsraad tot 31 december 1965. Hij werd toen opgevolgd door Rudolf Gnägi. Tijdens zijn periode in de Bondsraad beheerde Wahlen het departement van Justitie en Politie (1959; 1962-1965), het departement van Economische Zaken (1960; 1961) en het departement van Politieke Zaken (1961; 1962-1965).
Traugott Wahlen was in 1960 vicepresident en in 1961 Bondspresident van Zwitserland.